# Affero General Public License
Affero General Public License (Affero GPL) – oznacza dwie licencje wolnego oprogramowania:
1. Affero General Public License, wersja 1 (wydana przez Affero, Inc, bazująca na drugiej wersji GNU General Public License oraz
2. GNU Affero General Public License, wersja 3 (wydana przez Free Software Foundation w listopadzie 2007 roku, ściśle bazująca na GNU General Public License, wersja 3.

Obydwie wersje Affero GPL zostały zaprojektowane, by naprawić niedoskonałości zwykłej licencji GNU GPL w środowisku aplikacji uruchamianych po stronie serwera (na przykład serwisy webowe), gdy nie dochodzi w rzeczywistości do dystrybucji oprogramowania, co nie nakłada na użytkownika obowiązku udostępnienia kodu źródłowego aplikacji.
Free Software Foundation zaleca, aby GNU AGPLv3 była używana dla każdego rodzaju oprogramowania, które będzie uruchamiane przez sieć.